# マリオ・イポーリト
マリオ・イポーリト（Mário Damião Hipólito、1985年6月1日 - ）は、アンゴラの元サッカー選手。元アンゴラ代表。ポジションはゴールキーパー。

## 来歴
2006年6月にアンゴラ代表デビュー。試合出場は無かったが2006 FIFAワールドカップのメンバーの1人でもあった。デビュー戦後、代表での出場は無かったが、2015年7月に9年ぶりに代表復帰。2016年までに通算7試合に出場した。

## 代表歴

### 出場大会
- アンゴラ代表
  - 2006 FIFAワールドカップ

### 試合数
- 国際Aマッチ 7試合 0得点（2006年-2016年）[1]

| アンゴラ代表 | 国際Aマッチ | 国際Aマッチ |
| 年           | 出場        | 得点        |
| ------------ | ----------- | ----------- |
| 2006         | 1           | 0           |
| 2007         | 0           | 0           |
| 2008         | 0           | 0           |
| 2009         | 0           | 0           |
| 2010         | 0           | 0           |
| 2011         | 0           | 0           |
| 2012         | 0           | 0           |
| 2013         | 0           | 0           |
| 2014         | 0           | 0           |
| 2015         | 4           | 0           |
| 2016         | 2           | 0           |
| 通算         | 7           | 0           |